# Quốc lộ 11 (Campuchia)
Quốc lộ 11 hay đường 11 (10008) là một tuyến giao thông đường bộ cấp quốc gia của Campuchia. Tuyến đường này có chiều dài 90 km chạy từ Neak Leung trên Quốc lộ 1 đến Thnal Totoung ở trên Quốc lộ 7 gần Kampong Cham.